# Waffenhändlerring von Ibiza
Der Waffenhändlering von Ibiza war eine kriminelle Vereinigung um einen ehemaligen polnischen Militärangehörigen, der von Ibiza aus Kriegswaffen in das Bürgerkriegsland Südsudan verschob. In einer europaweiten Aktion wurden im Juli 2016 der Chef der Bande und acht weitere Mitglieder in ganz Europa festgenommen.

## Waffenhandel
Der Waffenhandel wurde über ein verzweigtes Geflecht von Firmen in Frankreich, Belgien, Großbritannien und Deutschland abgewickelt. Bei den Festnahmeaktionen im Juli 2016 wurden auch Personen in Deutschland und der Schweiz festgenommen.
Die Personen sollen bis zu 200.000 Kalaschnikows nach Südsudan verschoben haben. Darüber hinaus verkauften sie Raketenwerfer und Panzer in das Land. Nach Medienberichten borgte sich der Bandenboss für Waffentransporte auch den Privatjet des gambischen Präsidenten Yahya Jammeh.

## Hintermann
Bei dem Hintermann der Bande handelt es sich um einen ehemaligen polnischen Soldaten. Er lebte ein Doppelleben. In der Öffentlichkeit trat er als Wirtschaftsberater des Premierministers von Guinea-Bissau auf und hatte einen gefälschten Diplomatenpass des Landes bei sich. Sein privates Luxusanwesen auf Ibiza erklärte er eigenständig zum geschützten diplomatischen Gelände, stellte entsprechende Hinweisschilder auf und beauftragte eine private Wachfirma mit dem Schutz.
De facto beschaffte der Mann auf dem Schwarzmarkt über Partnerfirmen in Deutschland, Belgien, Großbritannien und Frankreich auf dem osteuropäischen Markt Rüstungsgüter aller Art. Er verschob die Waffen in den Südsudan und legte die Gewinne in spanischen Immobilien an. Zur Eintreibung von Schulden beauftragte er eine niederländische Bande.
Medien berichteten, dass im gleichen Zeitraum bei einer Festnahmeaktion zehn weitere Menschen wegen Geldwäsche auf Ibiza inhaftiert wurden. Sie wiesen darauf hin, dass es sich bei dem Festgenommenen um den polnischstämmigen und mit französischer Staatsbürgerschaft versehenen Immobilienhändler Pierre Konrad Dadak handeln könnte, der mit seiner Frau nachgewiesenermaßen festgenommen wurde.

## Ermittlungen
Gegen den Südsudan gibt es kein internationales Waffenembargo, jedoch verhängte die EU ein solches. Seit 2012 ermittelten europäische Sicherheitsbehörden gegen die Bande.